# Джинни

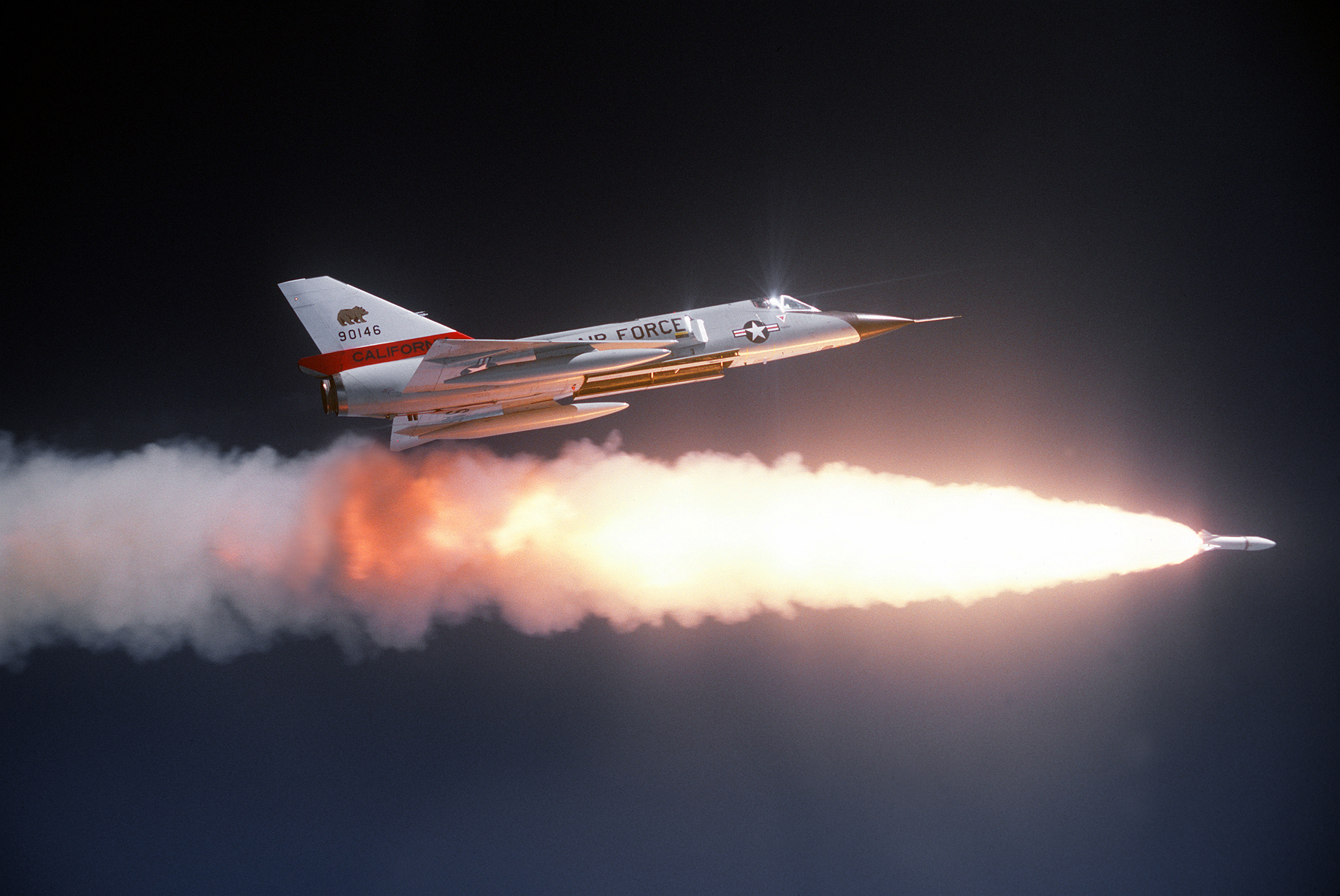
Пуск ракеты «Джинни» с истребителя-перехватчика Convair F-106 Delta Dart.

AIR-2 «Джинни» (англ. MIM-14 Genie, буквально «Джинн», до этого имела различные словесные названия — Ding Dong, Bird Dog, High Card, Ting-a-ling, заводской индекс производителя — MB-1) — американская неуправляемая ракета класса «воздух-воздух» с ядерной боевой частью мощностью 1,25 кт и дальностью пуска до 10 км. Разработана для ВВС США в конце 1950-х как средство поражения скоростных бомбардировщиков. Находилась на вооружении ВВС в период Холодной войны. Дальность пуска 9,5 км накладывала ограничения на тактику применения Genie в ядерном снаряжении. Сразу после пуска был необходим быстрый манёвр разворота истребителя для ухода из зоны возможного поражения ядерного взрыва.
Несмотря на ограниченную дальность стрельбы и отсутствие системы управления, ракета отличалась повышенными надёжностью и простотой в эксплуатации и оставалась на вооружении ВВС США до 1982 года, пока не были выведены из боевого состава самолеты, способные её применять.

## История

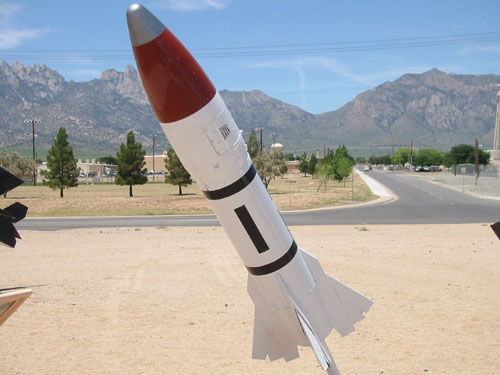
Необычная форма стабилизатора ракеты. Музей ракетного полигона White Sands.

В начале 1950-х появление новых стратегических бомбардировщиков с высокой скоростью и большой высотой полета сделало автоматические пушки и неуправляемые реактивные снаряды истребителей недостаточно эффективным оружием в борьбе с ними. Управляемые ракеты «воздух-воздух» были ещё слишком несовершенны, чтобы служить надежным средством борьбы со скоростными самолетами и крылатыми ракетами.
В 1954 году фирма Douglas начала работу над проектом небольшой ракеты с ядерной боевой частью, предназначенной для запуска с борта перехватчиков по бомбардировщикам противника. Чтобы сделать систему возможно более простой и надежной, было решено сделать ракету неуправляемой. Предполагалось, что разрушительная сила и радиус поражения ядерной боевой части компенсируют нехватку точности ракеты.
В 1955 году первый образец ракеты был представлен на динамические испытания. За время разработки ракета сменила несколько наименований — «Bird Dog», «Ding Dong» и «High Card», но в итоге ей было присвоено обозначение MB-1 и наименование Genie. В 1956 году впервые был осуществлён пуск ракеты с борта перехватчика Northrop F-89 Scorpion, а в начале 1957 года ракета была принята на вооружение.

## Конструкция
Конструкция AIR-2 Genie относительно проста. Это был неуправляемый снаряд, приводимый в действие твердотопливным ракетным двигателем Thiokol SR49-TC-1 с тягой 162 кН. За 12 секунд работы двигатель разгонял ракету до скорости 3,3 М (1100 м/с). Максимальная дальность пуска ракеты составляла 9,6 км.
Ракета оснащалась ядерной боевой частью (ЯБЧ) W25 мощностью 1,5 килотонны. Подрыв ЯБЧ осуществлялся программируемым дистанционным взрывателем с отработкой времени и несколькими ступенями предохранения. Снятие первой ступени предохранения производилось по сигналу датчика перегрузок при пуске ракеты, второй ступени — после завершения работы двигателя. Согласно оценкам, эффективный радиус поражения составлял 300 метров. Поскольку ракета была принята на вооружение слишком рано, на ней отсутствовало предохранительное блокировочное устройство PAL, служащее для предотвращения несанкционированного доступа к процессам активирования и подрыва ядерных боеприпасов.

## Операция Plumbbob John

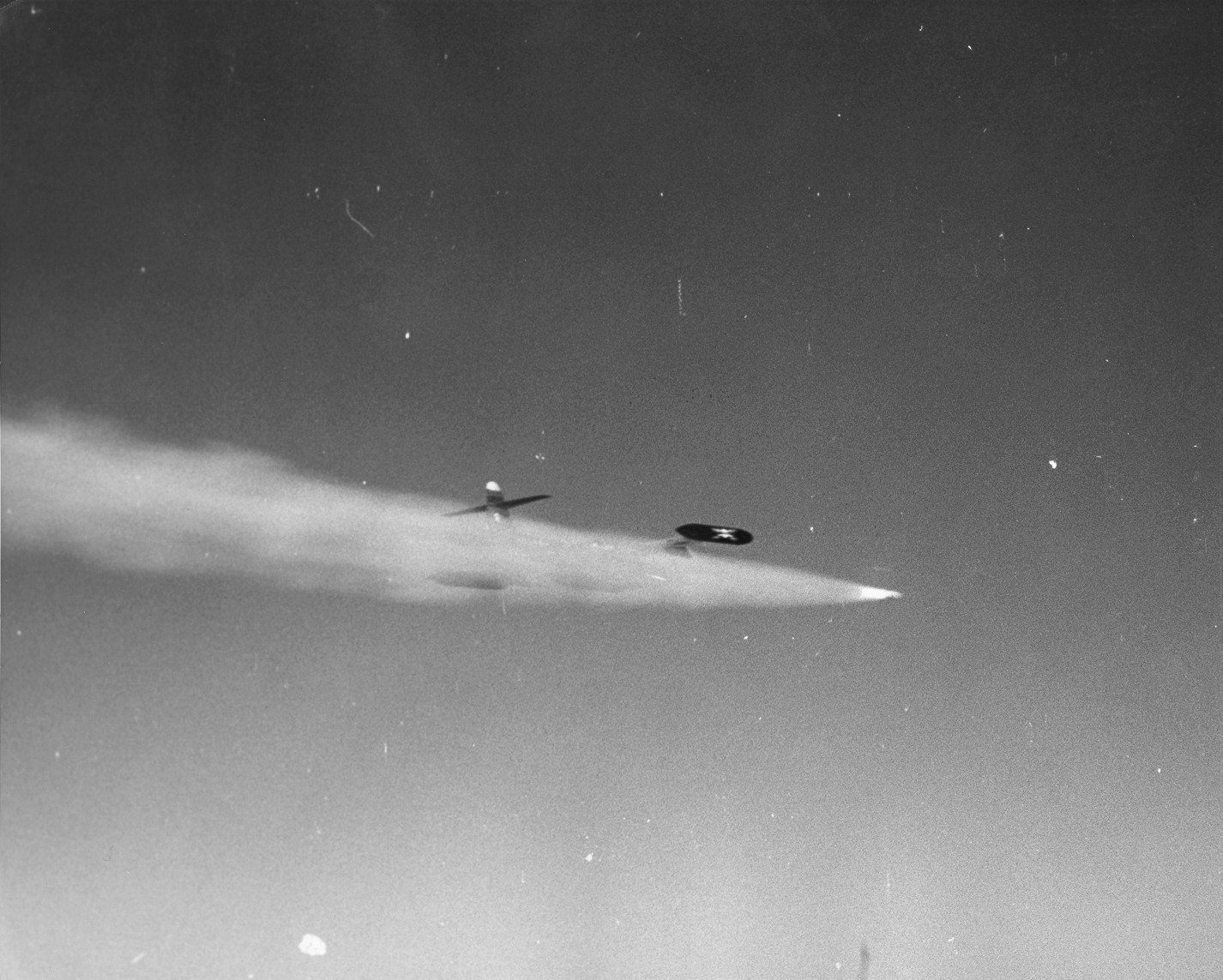
Пуск «Джинни» со штатной ядерной БЧ с истребителя F-89 Scorpion в ходе испытаний Plumbbob John.

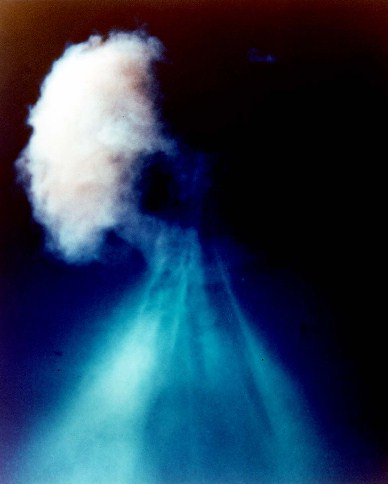
Испытание «Plumbbob John», ядерной ракеты AIR-2A Genie 19 июля 1957 года. Пуск с Northrop F-89J ВВС США над полигоном Yucca Flat, пустыня Невада, подрыв на высоте 4,6 км

В ходе серии ядерных испытаний США, известной под названием Операция Plumbbob, 19 июля 1957 года было произведено ядерное испытание — единственное испытание AIR-2 Genie со штатной боевой частью. Опыт был проведен по настоянию ВВС США, желавших продемонстрировать безопасность подрыва ядерной боеголовки над населенными районами США. В ходе испытаний истребитель-перехватчик F-89J, пилотируемый капитаном Эриком В. Хатчинсоном и капитаном Альфредом С. Барби, осуществил пуск ракеты над атомным полигоном в Неваде. Ракета взорвалась на высоте 4,6 км над расчётной точкой. Группа из пяти добровольцев офицеров ВВС США стояла прямо под эпицентром взрыва с непокрытыми головами, чтобы продемонстрировать низкую опасность воздушных ядерных взрывов.

## Задействованные структуры
В производстве ракетных комплексов Genie и сопутствующего оборудования были задействованы следующие структуры:

| Подрядчики первой очереди (частный сектор) - Ракетный комплекс и ракета в целом — Douglas Aircraft Co., Inc., Лонг-Бич, Калифорния; - Система управления огнём MG-12 (пуском и подрывом боевой части) — Hughes Aircraft Corp., Калвер-Сити, Калифорния; - Жидкостный ракетный двигатель (на ранних моделях) — North American Aviation, Inc., Rocketdyne Division, Мак-Грегор, Техас; - Твердотопливный ракетный двигатель — Aerojet General Corp., Сакраменто, Калифорния; | - Бесконтактный датчик цели — Electronic Specialty Co., Глендейл, Лос-Анджелес, Калифорния; - Транспортно-заряжающая тележка MF-9 — Fruehauf Trailer Co., Детройт, Мичиган. - Самолёт-носитель — Northrop Corp., Хоторн, Калифорния; General Dynamics Corp., Convair San Diego Division, Сан-Диего, Калифорния. Подрядчики первой очереди (государственный сектор) - Ядерная боевая часть (разработка) — Лос-Аламосская национальная лаборатория Комиссии по атомной энергии США, Лос-Аламос, Нью-Мексико. |

## Развёртывание
Ракеты развертывались на истребителях-перехватчиках с 1958 года. Их основными носителями стали Northrop F-89 Scorpion, McDonnell F-101 Voodoo и Convair F-106 Delta Dart. Предполагалось также применять ракету с борта истребителей-перехватчиков Lockheed F-104 Starfighter. Ряд самолётов был оборудован трапецией для выведения ракеты из-под фюзеляжа во избежание повреждения конструкции реактивной струей. Но на практике ни одна AIR-2 на F-104 не базировалась — было выяснено, что небольшая длина стоек шасси с трудом позволяет даже подвешивать ракету и взлетать с ней, но садиться было уже невозможно.
Единственным экспортным получателем AIR-2 «Genie» была Канада, ВВС которой получили ракеты для перехватчиков CF-101 в 1963 году. Ракеты оставались в арсенале канадских ВВС до 1984 года, хотя при этом считались собственностью США и оставались на базах хранения под наблюдением американских офицеров.
В 1963 году, обозначение ракеты было сменено на AIR-2 (литера «R» обозначала «Rocket», то есть неуправляемый снаряд). Производство ракет было прекращено в 1962 году после производства почти 3500 снарядов, включая учебные. С 1965 года, Thiokol начала производство модифицированных двигателей, которые в ходе модернизации вскоре смонтировали на всех ракетах.
Ракета оставалась на вооружении более 25 лет. Она намного пережила более совершенную управляемую ракету с ЯБЧ класса «воздух-воздух» AIM-26 Falcon, снятую с вооружения в 1972 году. Причиной тому была её простота и надежность при достаточно высокой расчётной эффективности. Ракета не была подвержена действию средств РЭБ противника. В 1984 году ракета снята с вооружения лишь потому, что были списаны Convair F-106 Delta Dart — последние самолёты, способные её применять. Фирма Douglas предлагала продлить эксплуатацию ракет, разместив её на борту более новых самолетов, но решение было сочтено неэкономичным.